# Arnaville
Arnaville est une commune française située dans le département de Meurthe-et-Moselle, en région Grand Est. Village de 558 habitants situé au confluent du Rupt de Mad et de la Moselle, à 171 m d'altitude, il est le plus bas de Meurthe-et-Moselle. Arrondissement de Toul, canton de Thiaucourt-Regniéville, il intègre le parc naturel régional de Lorraine. 550 hectares environ dans un cadre verdoyant et vallonné à moins de 20 km du centre de Metz.

## Toponymie
La première mention du village apparait en 851, dans un acte d'échange entre l'évêque de Metz Drogon et l'abbé Vincent également de Metz, sous le nom de « Arnoldi Villa ».

Dans les cartulaires de l'histoire de Metz, de 858 à 864 il apparait sous les noms de « Ernaldivilla », « Alnadivilla » et « Alnaldovilla ».

## Géographie

### Géologie et relief
La commune se compose de 49,03 hectares de territoires artificialisés (9,32 %), 129,52 hectares de territoires agricoles (24,62 %) et 310,14 hectares de forêts et milieux semi-naturels (58,96 %).
Espaces naturels :
- Deux espaces protégés hors Natura 2000 :

Côte du rudemont-la cote.
Parc naturel régional.
- Un espace protégé Natura 2000 :

Pelouses et vallons forestiers du Rupt de Mad
- Cinq zones naturelles d'intérêt écologique, faunistique et floristique (Znieff) :

Pelouses du Rudemont et de la Côte Varenne à Arnaville.
Coteaux calcaires du Rupt-de-Mad au Pays Messin.
Vallon forestier du fond de L'Aulnois à Arnaville.
Boisements humides et gravières d'Arnaville.
Le Rupt-de-Mad de Lahayville à Arnaville.
- Site bioarchéologique :

Rudemont.
La commune fait partie du parc naturel régional de Lorraine.

### Localisation
Arnaville est située sur le versant est de la colline du Rudemont, sur la cuesta de la Moselle.
| Gorze Moselle      |                   | Novéant-sur-Moselle Moselle |
| Bayonville-sur-Mad | Arnaville         | Arry Moselle                |
|                    | Pagny-sur-Moselle |                             |

### Hydrographie et les eaux souterraines
Hydrogéologie et climatologie : Système d’information pour la gestion des eaux souterraines du bassin Rhin-Meuse :
Territoire communal : Occupation du sol (Corinne Land Cover); Cours d'eau (BD Carthage),
Géologie : Carte géologique; Coupes géologiques et techniques,
 Hydrogéologie : Masses d'eau souterraine; BD Lisa; Cartes piézométriques.

#### Réseau hydrographique
La commune est dans le bassin versant du Rhin au sein du bassin Rhin-Meuse. Elle est drainée par la Moselle, la Moselle canalisée et le ruisseau le Rupt de Mad,.
La Moselle, d'une longueur totale de 560 kilomètres dont 314 kilomètres en France, prend sa source dans le massif des Vosges au col de Bussang et se jette dans le Rhin à Coblence en Allemagne.
la Moselle canalisée est un canal, chenal non navigable de 135 km qui relie la commune de Dieulouardà celle de Kœnigsmacker où il se jette dans la Moselle.
Le Rupt de Mad, d'une longueur de 55 km, prend sa source dans la commune de Geville et se jette  dans la Moselle à Novéant-sur-Moselle, après avoir traversé 21 communes.

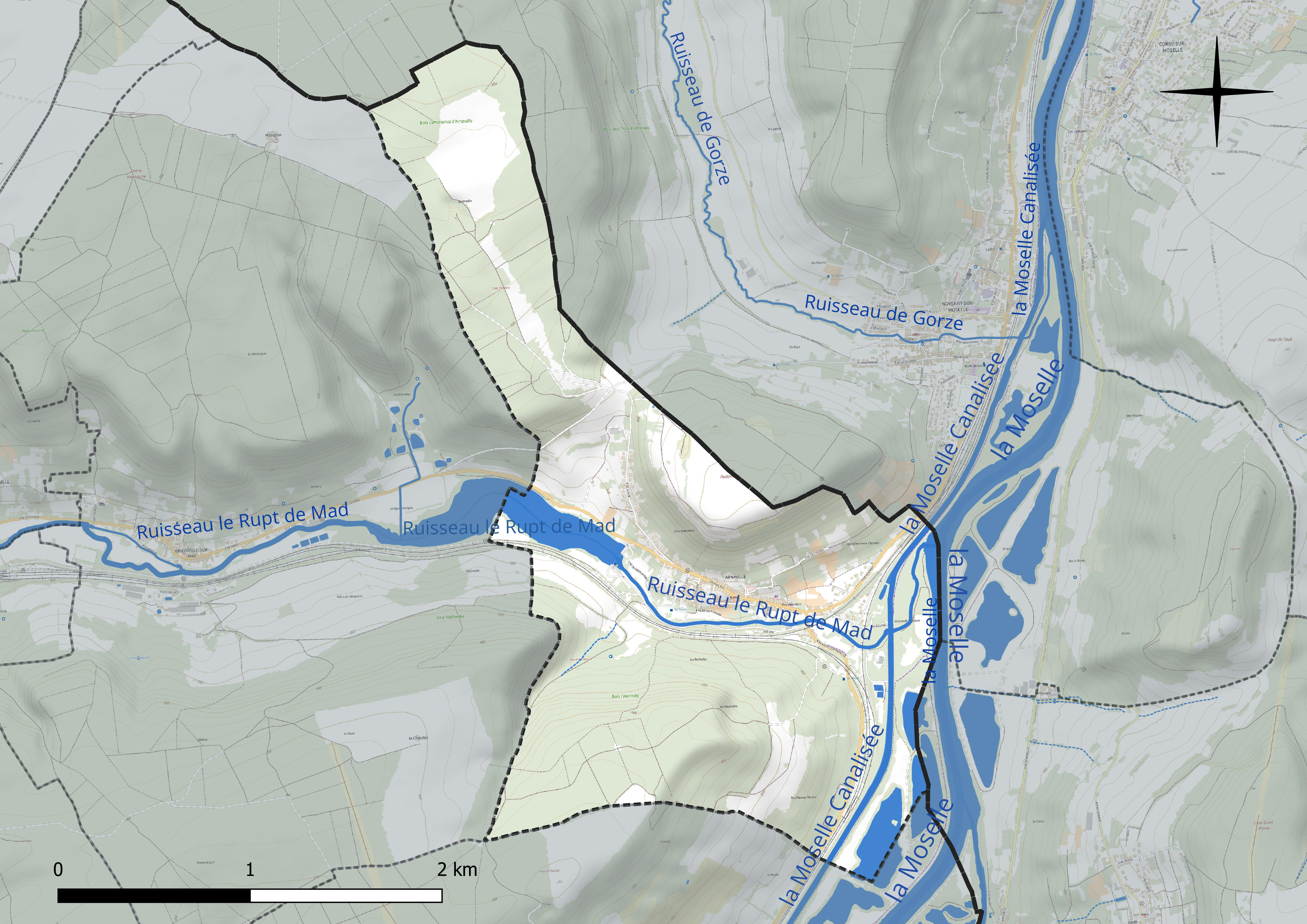
Réseau hydrographique d'Arnaville.

Un plan d'eau complète le réseau hydrographique : Réserve d'Eau de la Ville de Metz, d'une superficie totale de 23,1 ha (10,9 ha sur la commune),.

#### Gestion et qualité des eaux
Le territoire communal est couvert par le schéma d'aménagement et de gestion des eaux (SAGE) « Rupt de Mad, Esch, Trey ». Ce document de planification concerne les bassins versants du Rupt de Mad, de l’Esch et du Trey. Le périmètre a été arrêté le 2 juin 2014, la commission locale de l'eau (CLE) a été créée le 20 juin 2017, puis modifiée le 26 mars 20210. La structure porteuse de l'élaboration et de la mise en œuvre est le Parc naturel régional de Lorraine.
La qualité des cours d’eau peut être consultée sur un site dédié géré par les agences de l’eau et l’Agence française pour la biodiversité.

### Climat
Pour des articles plus généraux, voir Climat du Grand Est et Climat de Meurthe-et-Moselle.
En 2010, le climat de la commune est de type climat des marges montargnardes, selon une étude du Centre national de la recherche scientifique s'appuyant sur une série de données couvrant la période 1971-2000. En 2020, Météo-France publie une typologie des climats de la France métropolitaine dans laquelle la commune est exposée à un climat semi-continental et est dans la région climatique Lorraine, plateau de Langres, Morvan, caractérisée par un hiver rude (1,5 °C), des vents modérés et des brouillards fréquents en automne et hiver.
Pour la période 1971-2000, la température annuelle moyenne est de 9,4 °C, avec une amplitude thermique annuelle de 16,1 °C. Le cumul annuel moyen de précipitations est de 747 mm, avec 11,9 jours de précipitations en janvier et 9,5 jours en juillet. Pour la période 1991-2020, la température moyenne annuelle observée sur la station météorologique de Météo-France la plus proche, « Doncourt-lès-Conflans », sur la commune de Doncourt-lès-Conflans à 16 km à vol d'oiseau, est de 10,7 °C et le cumul annuel moyen de précipitations est de 710,3 mm. 
La température maximale relevée sur cette station est de 40,9 °C, atteinte le 25 juillet 2019 ; la température minimale est de −16,5 °C, atteinte le 26 décembre 2010,,.
Les paramètres climatiques de la commune ont été estimés pour le milieu du siècle (2041-2070) selon différents scénarios d'émission de gaz à effet de serre à partir des nouvelles projections climatiques de référence DRIAS-2020. Ils sont consultables sur un site dédié publié par Météo-France en novembre 2022.

## Urbanisme

### Typologie
Au 1er janvier 2024, Arnaville est catégorisée ceinture urbaine, selon la nouvelle grille communale de densité à sept niveaux définie par l'Insee en 2022.
Elle est située hors unité urbaine. Par ailleurs la commune fait partie de l'aire d'attraction de Metz, dont elle est une commune de la couronne,. Cette aire, qui regroupe 245 communes, est catégorisée dans les aires de 200 000 à moins de 700 000 habitants,.

### Occupation des sols
L'occupation des sols de la commune, telle qu'elle ressort de la base de données européenne d’occupation biophysique des sols Corine Land Cover (CLC), est marquée par l'importance des forêts et milieux semi-naturels (58,8 % en 2018), une proportion sensiblement équivalente à celle de 1990 (59,2 %). La répartition détaillée en 2018 est la suivante : forêts (58,8 %), cultures permanentes (10,1 %), zones urbanisées (9,3 %), terres arables (8,9 %), eaux continentales (7,3 %), prairies (5,6 %). L'évolution de l’occupation des sols de la commune et de ses infrastructures peut être observée sur les différentes représentations cartographiques du territoire : la carte de Cassini (XVIIIe siècle), la carte d'état-major (1820-1866) et les cartes ou photos aériennes de l'IGN pour la période actuelle (1950 à aujourd'hui).

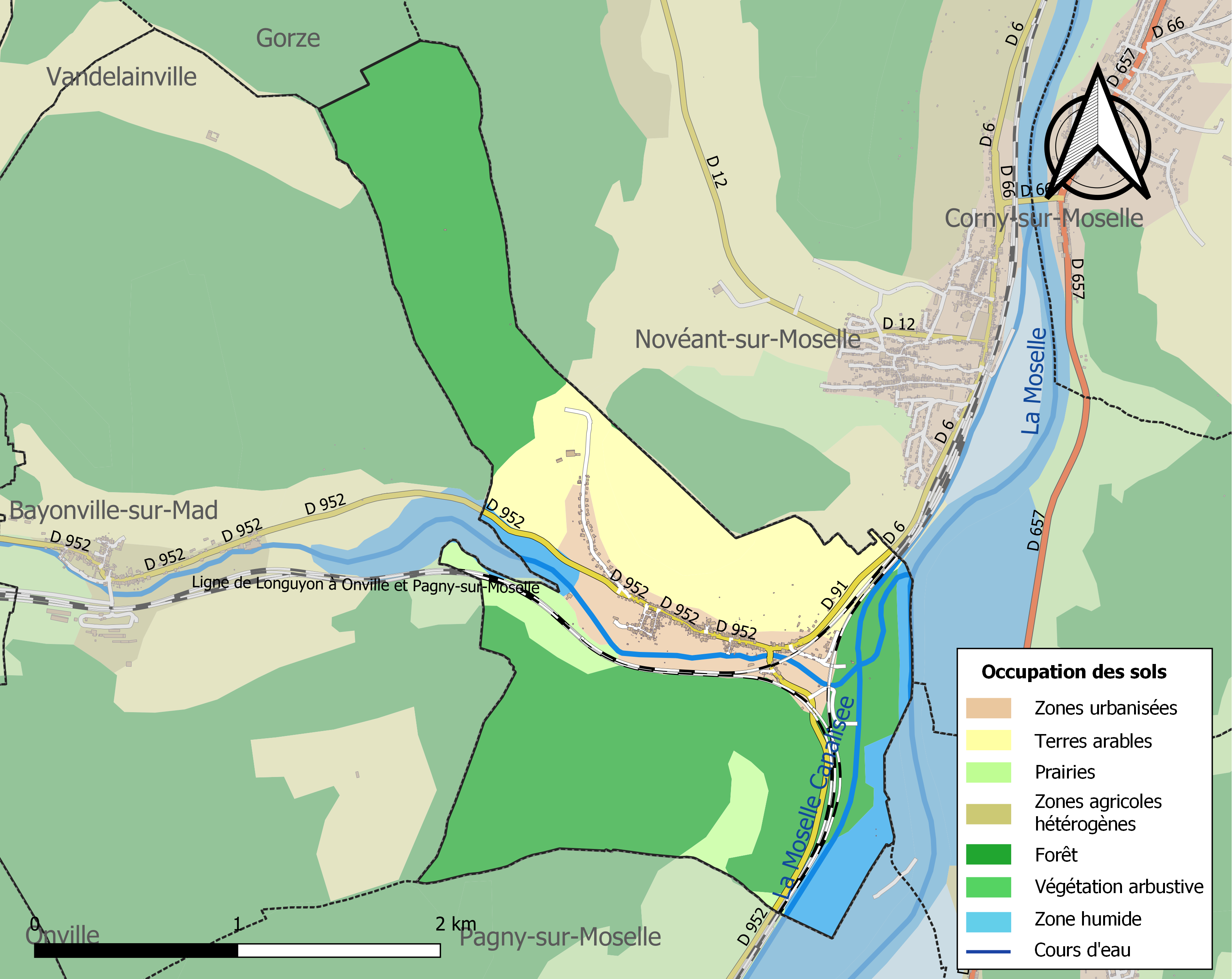
Carte des infrastructures et de l'occupation des sols de la commune en 2018 (CLC).

### Morphologie urbaine
La commune est constituée de plusieurs quartiers différents. La Grand Rue est l'axe majeur, elle est essentiellement composée de maisons anciennes d'avant-guerre. Les demeures de la place de l'Église sont les plus anciennes. La rue de Gorze est très récente, toutes les propriétés sont des résidences construites principalement dans les années 1970.

### Voies de communications et transports

#### Voies routières
- A31. Échangeurs Lesménils, Moulins-lès-Metz.
- A31. Échangeur Metz.
- A315, aussi appelée la Messine. Échangeur Montoy-Flanville.
- A4. Échangeurs Batilly - Sainte Marie, Sémécourt, Marange-Silvange.

#### Transports en commun
- Fluo Grand Est.

#### Lignes SNCF

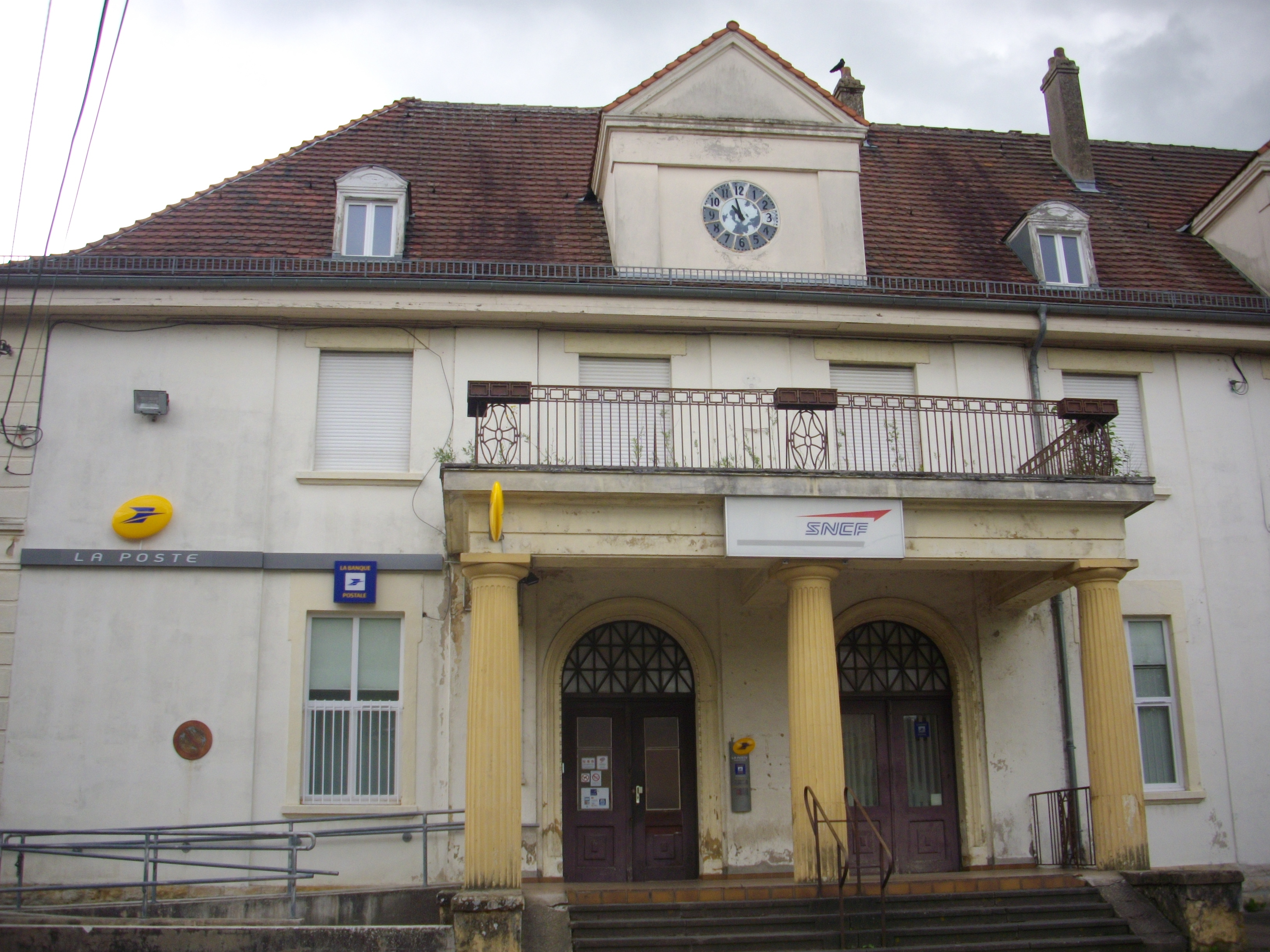
Gare de Novéant-sur-Moselle.

- Gare Novéant-sur-Moselle
- Gare de Pagny-sur-Moselle
- Gare d'Ancy-sur-Moselle
- Gare d'Ars-sur-Moselle
- Gare de Lorraine TGV

#### Transports aériens
- Aéroport de Metz-Nancy-Lorraine
- L'Aéroport d'Épinal-Mirecourt « Vosges Aéroport ».

À partir de l'été 2021, l’aéroport d’Épinal-Mirecourt est devenu le "pélicandrome" de la Zone Est et servira ainsi de base de ravitaillement et d’intervention pour les avions bombardiers d’eau connus sous le nom de Dash 8.

## Histoire
Présence néolithique (culture de Michelsberg) dans la grotte sépulcrale du Rudemont,,
Un castellum du bas Empire romain destiné à la défense du passage de la Moselle aurait existé à l'emplacement du lieu-dit Château-de-la-Citadelle.
En 851, le village est mentionné sous le nom de « Arnoldi villa ».
En 967, un titre d'échange entre les religieux de l'abbaye de Gorze et Hardouin dénomme la chapelle sous le nom de « Capelle de Arnaldivilla »
Au XIIe siècle la cure qui appartient à l'abbaye Saint-Vincent de Metz est dénommée « Arnavilla » et « Arnaldivilla ».
En 1248, Jean de Termes, sire de Cons, et Poince et sa femme font « donation des hommes et des femmes qu'ils ont en « Arnalville » en tous profits et en tous us, comme ils les avaient tenus d'acquets » à l'abbaye Saint-Vincent de Metz, nom qui perdure jusqu'à nos jours.
En 1635, pendant la guerre de Trente Ans, le château est pris par le maréchal de La Force. Le château féodal est ensuite détruit par les espagnols durant les guerres du XVIIe siècle.
La consultation des registres paroissiaux tenus entre 1674 et 1700 par l'abbé Antoine Beauguide, curé d'Arnaville jusqu'en juillet 1701, nous permet de comptabiliser 728 naissances et 430 décès pendant cette période.
En 1669, deux protestants, habitants de Metz, se virent confisquer leurs immeubles sur ordre du duc de Lorraine, Charles IV. Arnaville dépendait en partie de la Lorraine et en partie de la Terre de Gorze, donc du roi de France et ne fut entièrement incorporée au Duché de Lorraine que de 1718 à 1766.
Au XVIIIe siècle, des fourches patibulaires étaient plantées au lieu-dit la Justice. Un dicton régional indiquait alors « c'est comme la Justice d'Arnaville » pour parler d'un jugement injuste.
Durant les guerres, comme en 1870, les habitants se réfugiaient dans des grottes profondes comme le « trou de Botenoi »,,. Le traité de Francfort en 1871 place la frontière franco-allemande entre Arnaville et Novéant au nord, où eut lieu "l'affaire Schnæbelé" en avril 1887. 
Non défendu, le village est occupé dès le premier jour du conflit de 1914-1918. 
Le 30 août 1918, deux aviateurs britanniques étaient abattus par la défense anti-aérienne allemande et s'écrasaient dans un pré situé près de la Moselle.
Cette commune fut un village-frontière avec l'Allemagne entre 1871 et 1918.

### Seconde Guerre mondiale
Arnaville fut le théâtre de dramatiques combats au cours de la bataille de Metz en septembre 1944, opposant la Ve division de la IIIe armée américaine à la 462e Infanterie-Division allemande, appuyée par des panzers des 3e, 15e et 17e SS-Panzergrenadier-Division. Alors que la tête de pont de Dornot est évacuée le 10 septembre 1944, la IIIe armée américaine reprend pied sur la rive ouest de la Moselle dans le secteur d’Arnaville sous la conduite du colonel Yuill, commandant le Xe Combat Team. 
Pour la première fois en Europe, l’armée américaine utilise des écrans de fumigènes dans une opération offensive. L’opération menée par le 84e Chimical Engineer Compagnie est un succès. Le 12 septembre, la contre-attaque allemande est prévisible. Le 37e Panzer Grenadier Regiment de la XVIIe division blindée, le 8e Panzer Grenadier Regiment et la 103e Panzer-Abteilung de la 3e Panzergrenadier Division et le 115e Panzer Grenadier Regiment de la 15e Panzerdivision sont engagés aux côtés du bataillon Vogt de la 462e Infanterie-Division pour contenir la tête de pont d’Arnaville. L’artillerie de campagne allemande, soutenue par les batteries des forts Driant (Kronprinz) et Verdun (Haeseler), pilonne les troupes américaines. 
De son côté, l’artillerie américaine répond par un tir de barrage soutenu, tirant plus de 5 700 salves sur ce secteur. L’aviation américaine du 371e groupe TAC appuie ses troupes au sol, détruisant même, par un coup au but, une batterie du fort Sommy, dans le Groupe fortifié Verdun, et des batteries lourdes situées près de Mardigny. 
Les régiments de Panzergrenadier et le  bataillon Vogt supportent de lourdes pertes. Plus de dix Panzers et plusieurs half-tracks allemands furent détruits ce 12 septembre 1944.

## Politique et administration
| Période                                  | Période  | Identité                                      | Étiquette | Qualité       |
| ---------------------------------------- | -------- | --------------------------------------------- | --------- | ------------- |
| Les données manquantes sont à compléter. |          |                                               |           |               |
| 1971                                     | 1989     | Raymond Poirson                               | -         | Fonctionnaire |
| 1989                                     | En cours | René Cailloux, Réélu pour le mandat 2020-2026 |           | Artisan       |

### Budget et fiscalité 2023
En 2023, le budget de la commune était constitué ainsi :
- total des produits de fonctionnement : 420 000 €, soit 732 € par habitant ;
- total des charges de fonctionnement : 344 000 €, soit 600 € par habitant ;
- total des ressources d'investissement : 203 000 €, soit 354 € par habitant ;
- total des emplois d'investissement : 169 000 €, soit 294 € par habitant ;
- endettement : 762 000 €, soit 1 328 € par habitant.

Avec les taux de fiscalité suivants :
- taxe d'habitation : 14,76 % ;
- taxe foncière sur les propriétés bâties : 33,13 % ;
- taxe foncière sur les propriétés non bâties : 30,07 % ;
- taxe additionnelle à la taxe foncière sur les propriétés non bâties : 0,00 % ;
- cotisation foncière des entreprises : 0,00 %.

Chiffres clés Revenus et pauvreté des ménages en 2021 : médiane en 2021 du revenu disponible, par unité de consommation : 24 390 €.

## Population et société

### Démographie

#### Évolution démographique
Les habitants sont nommés les Arnavillois et les habitantes les Arnavilloises.
L'évolution du nombre d'habitants est connue à travers les recensements de la population effectués dans la commune depuis 1793. Pour les communes de moins de 10 000 habitants, une enquête de recensement portant sur toute la population est réalisée tous les cinq ans, les populations de référence des années intermédiaires étant quant à elles estimées par interpolation ou extrapolation. Pour la commune, le premier recensement exhaustif entrant dans le cadre du nouveau dispositif a été réalisé en 2005.

En 2022, la commune comptait 561 habitants, en évolution de −0,53 % par rapport à 2016 (Meurthe-et-Moselle : −0,13 %, France hors Mayotte : +2,11 %).
| 1793 | 1800 | 1806 | 1821 | 1831 | 1836 | 1841 | 1846 | 1851 |
| ---- | ---- | ---- | ---- | ---- | ---- | ---- | ---- | ---- |
| 694  | 476  | 865  | 863  | 882  | 841  | 821  | 827  | 835  |

| 1856 | 1861 | 1872 | 1876 | 1881 | 1886 | 1891 | 1896 | 1901 |
| ---- | ---- | ---- | ---- | ---- | ---- | ---- | ---- | ---- |
| 749  | 787  | 813  | 914  | 851  | 797  | 706  | 634  | 697  |

| 1906 | 1911 | 1921 | 1926 | 1931 | 1936 | 1946 | 1954 | 1962 |
| ---- | ---- | ---- | ---- | ---- | ---- | ---- | ---- | ---- |
| 747  | 779  | 587  | 636  | 713  | 604  | 567  | 668  | 665  |

| 1968 | 1975 | 1982 | 1990 | 1999 | 2005 | 2006 | 2010 | 2015 |
| ---- | ---- | ---- | ---- | ---- | ---- | ---- | ---- | ---- |
| 663  | 640  | 583  | 597  | 609  | 595  | 592  | 605  | 568  |

| 2020 | 2022 | - | - | - | - | - | - | - |
| ---- | ---- | - | - | - | - | - | - | - |
| 563  | 561  | - | - | - | - | - | - | - |

### Enseignement
Établissements d'enseignements :
- Écoles maternelles et primaires à Arnaville, Novéant-sur-Moselle, Corny-sur-Moselle, Pagny-sur-Moselle, Vandelainville.
- Collèges à Pagny-sur-Moselle, Ars-sur-Moselle, Moulins-lès-Metz, Marly.
- Lycées à Pont-à-Mousson, Marly, Montigny-lès-Metz.

### Santé
Professionnels et établissements de santé :
- Médecins à Pagny-sur-Moselle, Novéant-sur-Moselle, Bayonville-sur-Mad, Corny-sur-Moselle, Gorze, Ancy-sur-Moselle.
- Pharmacies à Pagny-sur-Moselle, Novéant-sur-Moselle, Jouy-aux-Arches, Ars-sur-Moselle, Augny, Maidières, Pont-à-Mousson.
- Hôpitaux à Gorze, Pont-à-Mousson, Moulins-lès-Metz, Scy-Chazelles, Jury, Metz.

### Cultes
- Culte catholique, Notre Dame du Rupt de Mad (Paroisse NDRM)[57], Diocèse de Nancy.

### Manifestations culturelles et festivités
- Feu de la Saint-Jean : reconnue dans la France, cette fête a lieu le 24 juin, date symbolique du solstice d'été. Au dernier samedi du mois de juin, l'association locale construit un édifice en bois de plusieurs mètres de hauteur. Cette fête réunit plusieurs milliers de visiteurs chaque année et connait un succès de plus en plus grandissant.

## Économie

### Entreprises et commerces

#### Agriculture
- Culture et élevage associés.
- Culture de céréales, de légumineuses et de graines oléagineuses.
- Culture de légumes, de melons, de racines et de tubercules.

#### Tourisme
- Hébergements et restauration à Féy, Vandières, Jouy-aux-Arches, Pont-à-Mousson.

#### Commerces
- Commerces et services de proximité[58].

## Culture locale et patrimoine

### Lieux et monuments

#### Édifices civils
- Présence gallo-romaine : vestiges de castellum du bas Empire au lieu-dit Château de la Citadelle.
- Châtelet à l'emplacement d'une ancienne maison forte, détruite au XVIIe, au lieu-dit la Citadelle.
- Quelques maisons XVIe/XVIIe autour de l'église.
- Site préhistorique du Rudemont : à 300 mètres d'altitude, sur le plateau de Rudemont, se trouve un important site préhistorique. Une pointe de flèche laisse à penser que des hommes se sont installés ici à la fin de l'âge de bronze et au début de l'âge du fer. Une enceinte préhistorique domine la vallée de plus de 60 mètres. Des sépultures y sont découvertes en 1979 et 1980. Elles dateraient de plus de 5 000 ans.
- Canal latéral de la Moselle : écluse.
- Le barrage sur le Rupt-de-Mad.

#### Édifices religieux

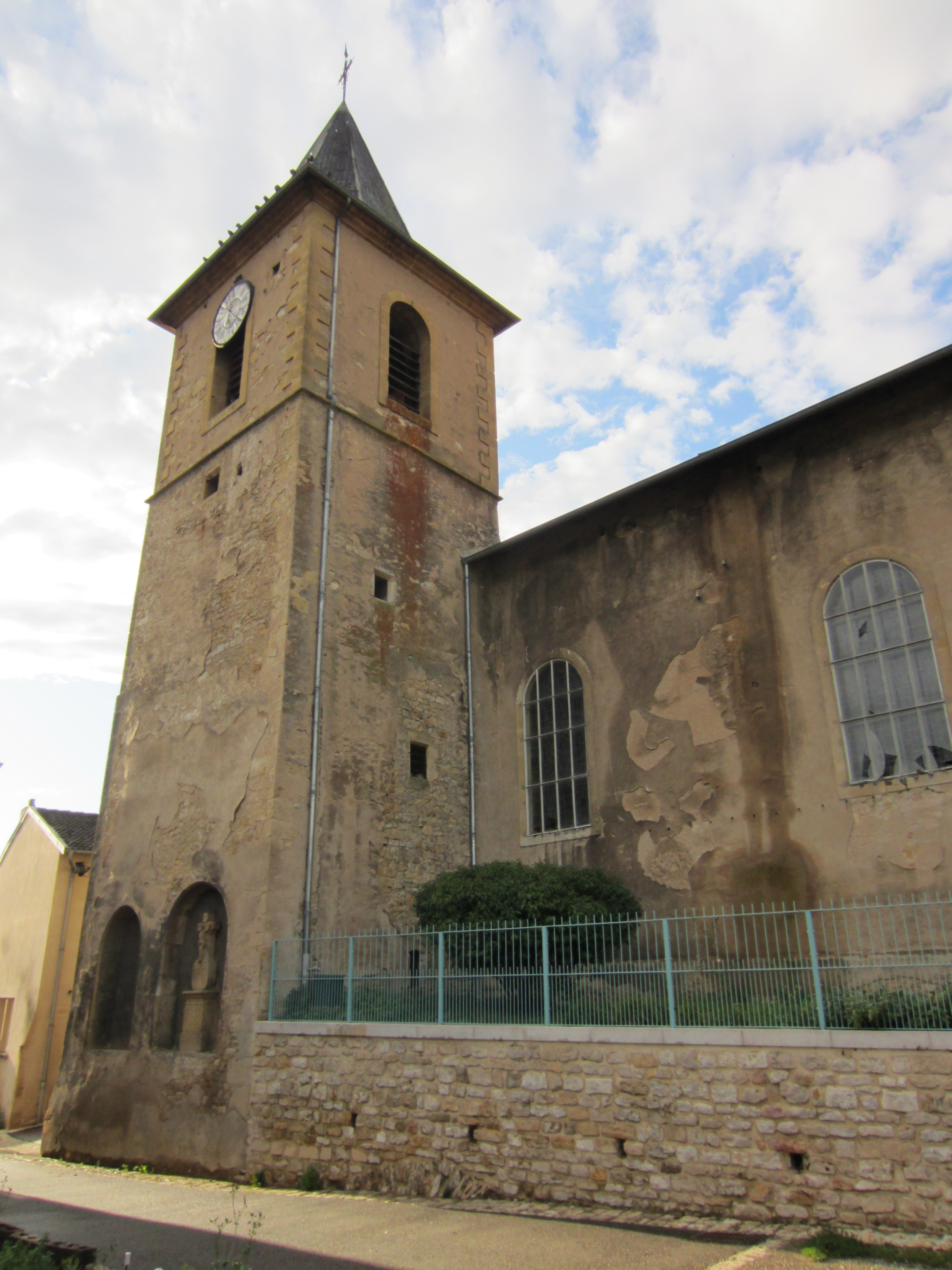
Église Saint-Étienne.
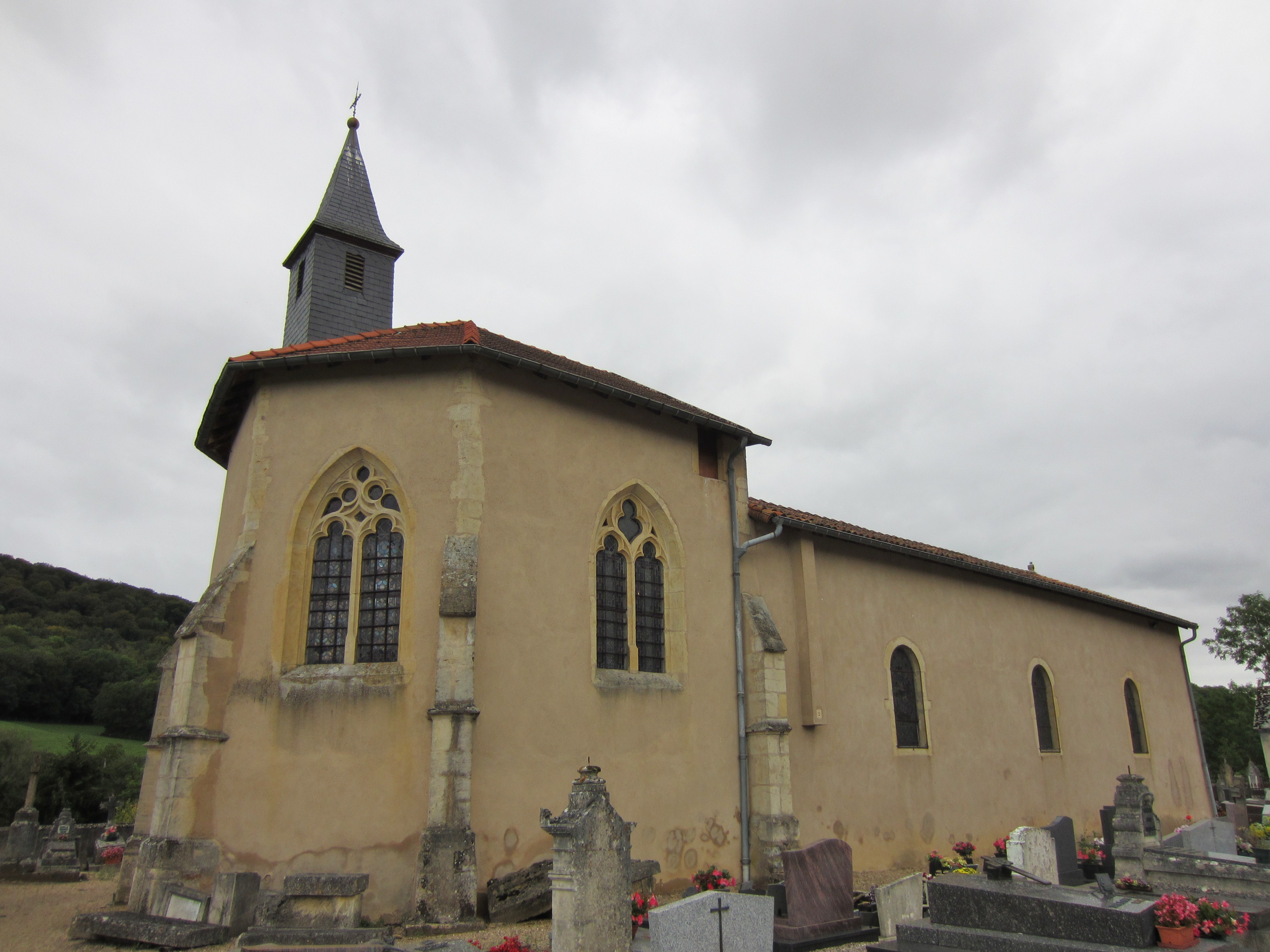
Chapelle du cimetière.
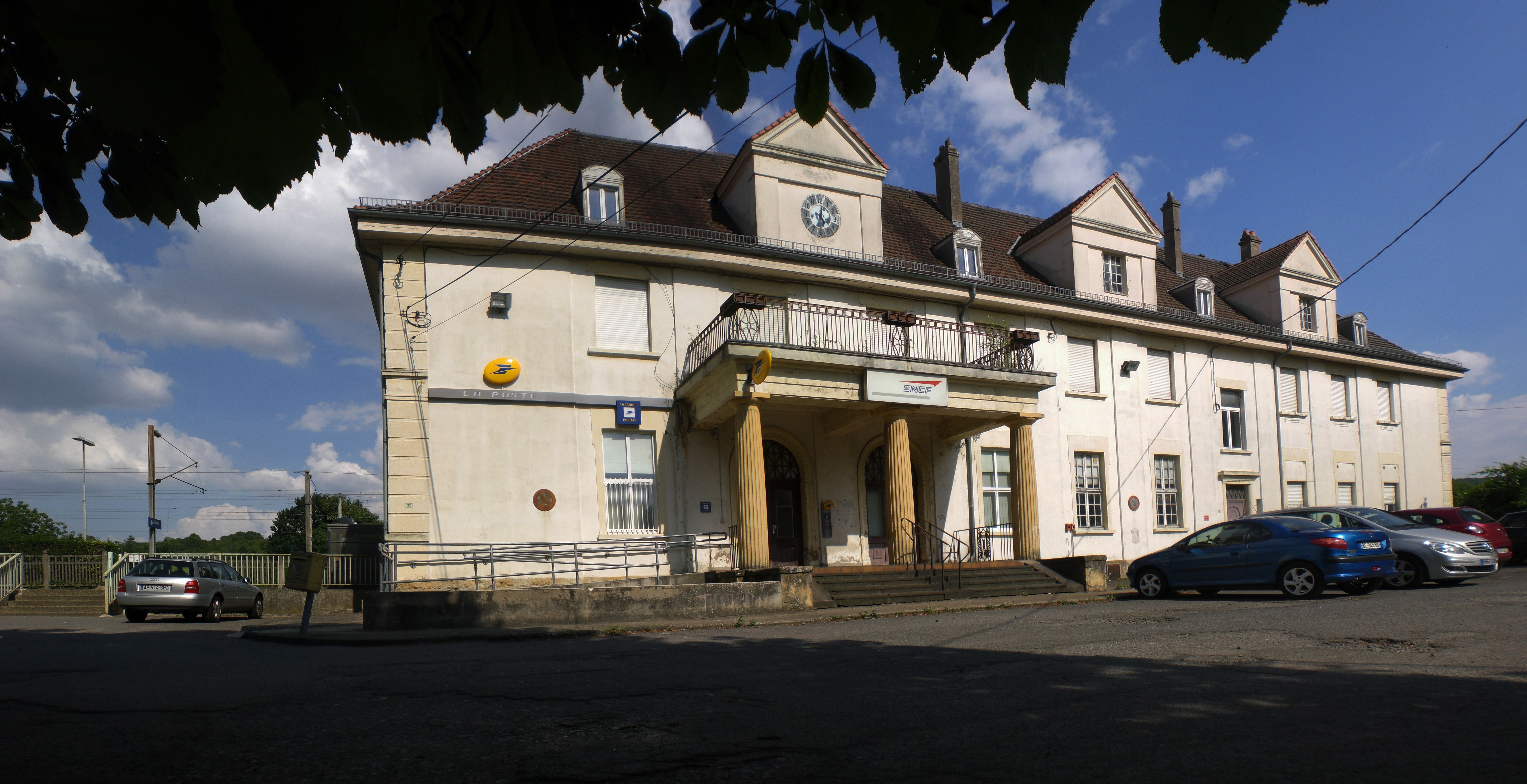
Gare de Novéant-sur-Moselle[59].

- Église Saint-Étienne XVIIIe siècle : tour romane de défense.
- Cadran solaire[60].
- Chapelle Notre-Dame-du-Mont-Carmel au cimetière : nef XVIIIe siècle, chœur XIVe siècle.

Autel, retable, tabernacle (maître-autel),.
- Monument aux morts[63],[64].
- Stèle bord de Moselle, érigée en 2004 à l'occasion du 60e anniversaire de la libération d'Arnaville[65] et inaugurée en présence de vétérans américains qui ont participé à cette bataille[66].
- Lavoir-fontaine du hameau de Pallon[67].

### Personnalités liées à la commune
- André Amellér (1912-1990), compositeur et musicien français, y est né.
- Jeanne Chaton (1899-1989), historienne et féministe, y est née.
- Médaillés de Sainte-Hélène[68].

### Héraldique, logotype et devise
| Blason de Arnaville | Blason  | D'or à la bande de gueules chargée de trois alérions d'argent accompagnée de saint Gorgon à cheval d'azur en chef et d'une crosse senestrée d'une épée haute, du même en pointe. |
| Blason de Arnaville | Détails | Le statut officiel du blason reste à déterminer. |